# Великокамышевская волость (Изюмский уезд)
Великокамышевская во́лость — историческая административно-территориальная единица Изюмского уезда Харьковской губернии с волостным правлением в слободе Великая Камышеваха.
По состоянию на 1885 год состояла из 4 поселений, 2 сельских общины. Население — 8337 человек (4224 человека мужского пола и 4113 — женского), 1095 дворовых хозяйств.
|                       | Площадь | В т.ч. пахотной |
| --------------------- | ------- | --------------- |
| Сельских общин        | 16238   | 13377           |
| Частной собственности | -       | -               |
| Другой собственности  | 259     | 223             |
| В целом               | 16497   | 14000           |

Основные поселения волости:
- Великая Камышеваха - бывшая государственная слобода при реке Камышевахе в 25 верстах от уездного города, 672 двора, 4521 житель. В слободе волостное правление, православная церковь, школа, лавка, базар по воскресеньям, 4 ярмарки.[1]
- Грушеваха - бывшая государственная слобода при реке Береке, 405 дворов, 3705 жителей. В слободе православная церковь, школа, 2 лавки.[1]

Храмы волости:
- Рождество-Богородичная церковь в слободе Великая Камышеваха.[2]
- Иоанно-Богословская церковь в слободе Великая Камышеваха.[2]
- Николаевская церковь в слободе Грушевахе.[2]